# Suso Vaamonde Polo
Xesús Vaamonde Polo, més conegut com a Suso Vaamonde, (Ponte Caldelas, 20 de desembre de 1950 - Vigo, 16 de febrer de 2000) va ser un cantautor i compositor gallec. Va formar part del moviment musical i reivindicatiu Voces Ceibes de 1971 a 1974.

## Biografia
Va néixer a la petita aldea de Regodobargo de Ponte Caldelas el 20 de desembre de 1950. En els seus inicis va formar part de l'antiga Asociación Cultural de Vigo i de grups roquers com Os Copens o Marco Balorento. El 1971 va entrar a formar part del moviment musical gallec Voces Ceibes, representant la faceta més nacionalista d'esquerres del col·lectiu.
Suso Vaamonde va treure 15 discs i va estar actiu fins gairebé el final de la seva vida, arribat el 16 de febrer de l'any 2000 a causa d'un càncer. Uns mesos abans, el 12 de novembre del 1999, havia rebut un homenatge a Salvaterra do Miño organitzat per la Sociedade Cultura e Deportiva de O Condado. En aquest homenatge hi van assistir 3000 persones i hi van participar, a part d'ell mateix, grups com Luar na Lubre, Treixadura i va comptar amb la intervenció de Manuel María, que va definir a Suso Vaamonde com "la persona més representativa en la història de la música de nostre país".
El 2018 el raper mallorquí Valtònyc el va homanatjar en una cançó que va gravar poc abans de marxar a l'exili.

## Imputació i exili
Suso Vaamonde és especialment conegut pel seu exili durant els primers anys de la democràcia espanyola. El 1979, en un recital antinuclear celebrat a la plaça de Ferrería de Pontevedra, el cantautor va afegir una estrofa a la seva popular cançó Uah! que va ser l'origen de la polèmica:
| En gallecCando me falan de Españasempre teño unha disputaque se España é miña maieu son un fillo de puta. | Traducció al catalàQuan em parlen d'Espanyasempre tinc una disputaque si Espanya és la meva marejo sóc un fill de puta. |

L'audiència de Pontevedra va rebre una denúncia sobre els fets d'un tinent de l'exèrcit que era al concert i el novembre de 1980 va acabar condemnant a Suso Vaamonde a sis anys i un dia de presó per "delicte consumat d'injúries a la Nació Espanyola", previst en l'article 123 del Codi Penal. El cantautor gallec va decidir exiliar-se, primer a Londres i després a Alemanya, per acabar instal·lant-se finalment a Caracas. Durant el seu exili va rebre nombroses mostres de suport, sent especialment destacables les que van arribar de part d'alguns cantautors portuguesos com ara Zeca Afonso, José Mario Branco o Fausto.
Finalment el 1984, i aprofitant un context polític espanyol més favorable derivat de les eleccions generals de 1982, amb les que el PSOE de Felipe González va aconseguir una àmplia majoria absoluta a les Corts, Suso Vaamonde va decidir entregar-se a les autoritats espanyoles. Va ser empresonat a la presó d'Ourense durant 46 dies, abans de rebre l'indult del govern de González. La mediació del senador socialista Xaime Barreiro Gil, antic company de Vaamonde al grup Voces Ceibes, va ser fonamental perquè sortís de la presó. Abans de sortir-ne el cantautor va fer un concert per als presos amb els que havia compartit aquell mes i mig entre reixes.
Suso Vaamonde i els seus advocats, més enllà de la llibertat d'expressió, sempre havien al·legat que en aquell concert de Pontevedra el cantautor no havia pronunciat la darrera frase de l'estrofa, que havia estat la base de la polèmica. Sembla que el cantautor en el moment de pronunciar-la l'havia deixat a l'aire perquè el públic interpretés el que cregués oportú. Segons la seva defensa, es tractava de la crítica irònica típica de la cançó popular gallega (definida pel mot retranca en gallec).
Suso Vaamonde es va convertir en el primer exiliat polític de la democràcia espanyola, pocs mesos abans que també emprengués el mateix camí el periodista català Xavier Vinader, que es va haver d'exiliar a França arran d'uns articles que havia publicat sobre l'extrema dreta.

## Discografia
- Loitando. (1973). Poemes musicats de Celso Emilio Ferreiro, Darío Xohán Cabana i Manuel Álvarez Torneiro.
- Nin rosmar un laído. (1977). Concert gravat en viu a Moaña, al Teatro-Cine de Veiga, amb la participació, entre altres de Pilocha i Mini e Mero de Fuxan os ventos.
- Os soños na gaiola (1978)
- Limiar. (1979). Poemes musicats de Celso Emilio Ferreiro, Fernán Pardo, Méndez Ferrín, Manuel Rodríguez López, Bernardino Graña, Darío Xohán Cabana, Ramón Cabanillas i Uxío Novoneyra.
- Celso Emilio Ferreiro na voz de Suso Vaamonde. (1980). Disc monogràfic dedicat a Celso Emilio Ferreiro
- Miña nai/Lonxe. (1981). Single compost per aquests únics dos temes.
- Menceres. (1986). Poemes musicats de Bernardino Graña, Méndez Ferrín, Álvaro Cunqueiro, Celso Emilio Ferreiro, Luz Pozo Garza, Eduardo Blanco Amor, Xosé María Álvarez Blázquez i Aquilino Iglesia Alvariño.
- Cantarolas para xente miúda. (1986). Nou disc per a nens i nenes, format per composicions musicalitzades de l'escriptor Xosé Neira Vilas.
- É Nadal. (1994). Disc temàtic dedicat a cançons pròpies de Nadal basades en textos de Pura Vázquez, Celso Emilio Ferreiro, Fermín Bouza-Brey, Valle-Inclán, Xulio Sigüenza, Dora Vázquez, Luis Amado Carballo, Emilio Pita, Antón Lousada i Augusto Casas.
- Regodobargo. (1995). Homenatge a la seva vila natal, poemes musicats de Xosé Vázquez Pintor, Castelao, Manuel María, Fermín Bouza Brey, Bernardino Graña, Méndez Ferrín, Alfredo Brañas, Ramón Cabanillas, Curros Enríquez, Francisco Añón Paz, i Manuel de Dios.
- Rapazas, rapaces e rapazadas (1997)
- Santiago, mar de pedra (1997)
- As palabras dos galegos (1998)
- Cousas da lúa (1999)
- Lembranza (2000)